# Marissa Jiménez
Marissa Jiménez Santoni (Arecibo, 18 de febrero de 1979) es una política puertorriqueña del Partido Nuevo Progresista. Actualmente, se desempeña como senadora por el distrito de Carolina VIII .

## Primeros años y educación
Marissa Jiménez Santoni nació el 18 de febrero de 1979 en Arecibo, Puerto Rico. Fue criada por su madre, Maritza Santoni y sus abuelos maternos, Emilio y Awilda. Asistió a la Escuela Segunda Unidad de Río Arriba y luego a la escuela secundaria Luz América Calderón en Carolina. Completó un bachillerato en educación con concentración en educación preescolar y primaria. Obtuvo una maestría graduándose magna cum laude con especialidad en administración y recursos humanos por la Universidad Ana G. Méndez.

## Carrera política
Jiménez se interesó por la política desde muy joven y se unió al Partido Nuevo Progresista cuando era adolescente y a los 14 años fue elegida vicepresidenta municipal. A los 18 años fue funcionaria de colegio y votó por primera vez en el referéndum sobre el estatus de Puerto Rico en 1998.
Jiménez fue comisionada electoral en 2000, 2008 y 2016 y coordinadora electoral en 2004 en el Precinto 107 de Carolina. Fue directora en la región de Carolina de Get Out the Vote. Jiménez es miembro de la Organización de Servidores Públicos. Jiménez trabajó en el sector privado en servicio al cliente. En el sector público, fue asesora especial de la Cámara de Representantes de Puerto Rico del 2009 al 2010. Trabajó en servicio al cliente para la Autoridad de Energía Eléctrica de Puerto Rico del 2012 al 2016. En la Administración de Compensación por Accidentes Automovilísticos (ACAA) de Puerto Rico, se ha desempeñado en diversos roles incluyendo directora regional, asesora ejecutiva y gerente de operaciones.
En las elecciones generales del 3 de noviembre de 2020, Jiménez fue elegida senadora por el Distrito senatorial de Carolina VIII. Asumió el cargo el 2 de enero de 2021. Jiménez ha abogado por los derechos de las mujeres.

## Vida personal
Jiménez está casada con Juan Valentín Nieves con quien comparte tres hijos. Son miembros de la iglesia bautista Luz de Salvación en Carolina.

## Historial electoral
| Año  | Cargo                                | Tipo      | Partido | Partido | Votos  | %     | Posición | Resultado |
| ---- | ------------------------------------ | --------- | ------- | ------- | ------ | ----- | -------- | --------- |
| 2020 | Senadora por el distrito de Carolina | Generales |         | PNP     | 46,649 | 18.00 | 2.ª      | Electa    |
| 2024 | Senadora por el distrito de Carolina | Generales |         | PNP     |        |       |          |           |